# スパイダー (手塚治虫)
スパイダーは手塚治虫の漫画作品に登場するギャグキャラクターの1つ。ヒョウタンツギと並んでたびたび作中に、何ら脈絡のない形で登場し、「オムカエデゴンス」と決めゼリフを吐く。

## 概要
外見は頭に波うった一本の毛があり、長い大きい鼻・小柄な身体・黒い服（タキシードに黒蝶ネクタイ）・大きな足が特徴。「オムカエデゴンス」の決めゼリフの他、同様に言葉の語尾に「〜でゴンス」を付けたセリフを口にすることもある（この「〜でゴンス」の語尾は、手塚漫画内でもほかのキャラクターが使うことがある）。シリアスなシーンに意味もなく登場し決めゼリフを吐くため、他のキャラクターからは好ましく思われておらず、怒鳴られたり蹴り飛ばされたりと概して待遇は良くない。手塚は読者に飽きがこないよう、作品のバランスを保つために登場させているようである。
原型は手塚が兄弟で書いていた漫画に登場する怪物顔のキャラクター。「オムカエデゴンス」のセリフは手塚の妹の漫画から。
手塚作品の英語翻訳版では、「オムカエデゴンス」のセリフは「AT YER SERVICE!」となる（「あなたにお迎えが来ました」のくだけた言い方）。

## 変わった登場をした作品
「オムカエデゴンス」のセリフとともに、スパイダーは手塚作品の至る所に登場する。ここでは通常と違って、変わった登場の仕方をしたものについて紹介する。
ブラック・ジャック
第6話「雪の夜ばなし」で、ブラックジャックが患者のカルテを書いている最中に突如現れて決め台詞を吐いたため、ブラックジャックがセリフをカルテに書き込んでしまい「バカ、余計なことを言うない、書いちまったぞ」とぼやいている。第9話「ふたりの修二」で、考えごとをして周りのことが目に入らない社長に向かって「社長、お電話です」と声をかけたが無視されたため声が大きくなり始め、無視されることを繰り返しているうちに声が大きくなるにつれ体も大きくなり、終いにはいつもの数倍ぐらいに大きくなって「おくさんからおでんわでごんす」と大声を出して社長が飛ばされそうになった。第39話「純華飯店」では「スンゴデシオダケカミ」（逆から読むと「見かけ倒しでごんす」）とブラックジャックに毒づいている。また、第80話「ピノコ・ラブストーリー」では郵便局の配達員として現れたり、第116話「ハッスルピノコ」では大学の試験官として「答案用紙をくばるでごんす」のセリフを吐いた他、第232話「虚像」ではめずらしくネクタイをして登場していた。ピノコが手術を受けるシーンではヒョウタンツギの顔をしたピノコと共に登場し「右、まちがいでごんす」とメタフィクショナルな注釈を入れている。
また原作エピソード『春一番』を元に制作された実写映画『瞳の中の訪問者』では、ブラック・ジャックの家のドアに影絵として映る形でお馴染みのセリフと共に1カットのみ登場している。
七色いんこ
仲間を大勢ゾロゾロひき連れて登場したことがあった。
アドルフに告ぐ
ヨーゼフ・ゲッベルスがアドルフ・ヒトラーにフランクリン・ルーズベルトの死を伝える場面で、ゲッベルスと共にナチス式敬礼をしながら部屋に入ってきて「朗報でごんす」と声を上げていた。また、主人公の峠草平が神戸で他人の自転車に無断で乗って大阪に行こうとする場面で「泥棒でごんす」と飛び上がって叫んでいた。

## その他
・細野晴臣の曲に「Omukae de gonsu」がある。この曲はオムニバス形式のトリビュートアルバム『ATOM KIDS Tribute to the king "O.T."』のため作曲された。細野自身のベスト盤『Hosono Box 1969-2000』等に収録されている。